# Marshal Vasilevskiy
Marshal Vasilevskiy — плавуча установка з регазифікації та зберігання (Floating storage and regasification unit, FSRU) зрідженого природного газу (ЗПГ), яка споруджена для роботи на російському терміналі у Калінінграді.

## Загальна інформація
Судно спорудили у 2018 році на південнокорейській верфі компанії Hyundai Heavy Industries.
Розміщене на борту судна регазифікаційне обладнання має добову потужність у 14,1 млн м3 (близько 5,2 млрд м3 на рік). Зберігання ЗПГ відбувається у резервуарах загальним об'ємом 174 100 м3.
У разі потреби судно може використовуватись як ЗПГ-танкер та пересуватись до місця призначення зі швидкістю 19,5 вузла. Воно має льодовий клас Arc 4 та здатне самостійно плавати при товщині льоду до 0,8 метра.
Навесні 2018-го під час завершальних випробувань вибухнув один з шести регазифікаційних котлів, що дещо затримало здачу судна.

## Служба судна
Наприкінці 2018-го «Marshal Vasilevskiy» прибула до Балтійського моря і в січні 2019-го взяла участь у церемонії відкриття терміналу в Калінінграді. Втім, оскільки сам термінал задумували як резервний на випадок припинення поставок трубопровідним транспортом, далі установка узялась за роботу як ЗПГ-танкер.
У вересні 2021-го судно прийняло вантаж на заводі Ямал ЗПГ, після чого пройшло у східному напрямку по Північному морському шляху та після місячного вояжу досягнуло індійського терміналу ЗПГ Дабхол.